# Retrospección idílica
La retrospección idílica, también llamada retrospección color de rosa, se refiere al fenómeno psicológico de juzgar el pasado desproporcionadamente más positivo de lo que se juzga el presente. Los romanos ocasionalmente se refirieron a este fenómeno con la frase latina memoria praeteritorum bonorum, que se traduce como ‹el pasado siempre es bien recordado›. La retrospección rosa está muy relacionada con el concepto de nostalgia, la diferencia entre los dos términos es que la retrospección idílica es un sesgo cognitivo, mientras que el fenómeno más amplio de la nostalgia no se basa necesariamente en una perspectiva sesgada. Sus causas han sido propuestas desde la psicología, y tienen que ver con los mecanismos de memorización que posee el cerebro en el largo plazo, también con la discriminación implícita de los recuerdos en función del ego, y el efecto de choque reminiscente o sesgo escalar del tiempo, para recuerdos de la infancia y juventud frente a recuerdos en edades más avanzadas. Se postula que el efecto de esta retrospección optimista puede alivianar la existencia en un momento presente, como por el contrario, plantear un negativismo en el presente y hacia el futuro. Cuando la retrospección considera aspectos sociales, puede conducir al declinismo, una interpretación de carácter cronocentrista que conlleva un acto de revisionismo histórico, donde el pasado de un sistema, sociedad, país o administración se idealiza como algo excelso o noble, en contraposición a un presente y un futuro que se conciben en decadencia.

## Causas
Se argumentan tres aspectos que influyen en el fenómeno:
- Procesos de memorización del cerebro: En psicología este fenómeno se ha vinculado con mecanismos de simplificaciones y exageraciones de los recuerdos que realiza el cerebro para facilitar que las personas almacenen recuerdos a largo plazo, ya que la eliminación de detalles puede reducir la carga de esos recuerdos en el cerebro y hacer que el cerebro requiera menos conexiones neuronales para traerlos al presente,[5] habiendo entonces una remodelación del recuerdo hacia el pasado, que usualmente ocurre a través de la fragmentación psicológica o las distorsiones subconscientes de los recuerdos,[4] en tanto que los recuerdos recientes mantienen todavía información suficiente para contrastar y oponer apreciaciones sobre los mismos.

- Discriminación psicológica del ego: La Asociación Estadounidense de Psicología en base a diferentes estudios, ha concluido que se reprimen con mayor facilidad los recuerdos negativos y por ende, se recuerdan más fácilmente los positivos: "A lo largo de 12 estudios conducidos por 5 equipos investigativos distintos, personas de diferentes orígenes raciales y étnicos, desde adolescentes a adultos de 50 años, reportan experimentar consistentemente más eventos positivos en sus vidas que negativos".[6] Richard Walker, autor de algunos de estos estudios, señala que "hay una tendencia a amortiguar el impacto emocional de los eventos negativos [...] porque las personas están motivadas para ver los eventos de su vida en una luz relativamente positiva".[6] Esta represión es uno de los mecanismos de afrontamiento psicológico descritos por Sigmund Freud en su modelo psicoanalítico, donde expone que pensamientos y sentimientos desagradables son destinados al inconsciente en defensa del ego,[7] asegurando "un estado óptimo para la supervivencia", al evitar un estado de tensión sobre sí mismo.[4]

- Efecto de choque reminiscente: Otro factor que influye en su efecto es el denominado golpe de reminiscencia, en que las personas mayores tienden a "recordar mejor los eventos que les sucedieron a la edad de 10-30 años",[8] dado que "la vitalidad de la juventud y la emoción de experimentar cosas por primera vez crean un golpe de memoria en comparación con una vida posterior que parece más monótona".[9]

## Efectos
Individuales
En el fondo, la retrospección idílica es descrita como "una ilusión de la mente y una estrategia emocional", que "puede ser útil para aumentar la autoestima y la sensación general de bienestar de una persona", especialmente frente a un presente dificultoso y frío, aunque el fenómeno también puede, por el contrario, sostener una mirada pesimista del presente y hacia el futuro. Otro problema es que la retrospección optimista inhibe la capacidad de las personas para revisar sus comportamientos y acciones. Como señala la Journal of Experimental Social Psychology, "la falta de ajuste se cree que es disfuncional de varias maneras para la retroalimentación". La retrospección idílica "puede sugerir algunas razones o circunstancias donde las personas aprenden menos de la experiencia de lo que podrían o deberían", y reescribir constantemente el pasado de un modo optimista puede conllevar a no ajustarmos a las demandas del futuro, como asimismo a reincidir sobre los mismos comportamientos o decisiones en contextos que pueden sugerir la búsqueda de soluciones alternativas.
Colectivos
Cuando se idealiza un pasado como algo excelso o noble, frente a una sensación negativa y de decadencia asociado al presente y futuro, pero enfocado en aspectos de interés social, se da origen entonces al declinismo, corriente y enfoque interpretativo o revisionista que realza el pasado dentro de las tendencias conducentes del cronocentrismo. Autores como Samuel P. Huntington y Alan W. Dowd señalan que esta retrospectiva idílica de alcance sociológico, en la mejor versión del declinismo, desempeña una función histórica útil, al "proporcionar una advertencia y un acicate para la acción con el fin de evitar y revertir el declive que se dice está teniendo lugar", y que por ello "es una expresión de la tendencia hacia la autocrítica y la mejora continua" a nivel societal. No obstante, Josef Joffe, por el contrario, enfatiza que el hecho de "preocuparse obsesivamente por un posible declive puede ser una buena forma de producirlo", mediante un cambio autoimpuesto, radical e imprevisto de un modelo o sistema, y sus consecuentes efectos.